# كاردونا
بلدية كاردونا (بالكاتالانية: Cardona) هي إحدى بلديات مقاطعة برشلونة، والتي تقع في منطقة كاتالونيا، شرق إسبانيا.
يبلغ عدد سكانها 5.164 نسمة وفقاً لإحصائية سنة (2007).